# الزميل (مسلسل)
الزميل  سلسلة هزلية تونسية عُرضت في رمضان سنة 2014 على قناة المتوسط. تتكون السلسلة من خمسة عشر حلقة، وهي من تأليف الأمين النهدي وإخراج عبد القادر الجربي. 

## القصة
تتمحور أحداث المسلسل حول طريقة تعامل أعوان الشرطة التونسية مع الشعب قبل الثورة التونسية في سنة 2011 في مركز شرطة يديره سي الفايق.

## الشخصيات
- الأمين النهدي: «سي الفايق» رئيس مركز شرطة
- رياض النهدي: «عثمان» مفتش شرطة
- حمادي غوار: «رئيس الشعبة» رئيس إحدى شعب التجمع الدستوري الديمقراطي
- وليد النهدي: «حسان» ضابط شرطة
- محمد علي النهدي: «هرمش» نادل
- محسن بولعراس: «العُمدة» عمدة المدينة
- منال الجربي: «ليلى» ضابطة شرطة